# Editorial de Música Boileau
L'Editorial de Música Boileau és una editorial musical de Barcelona. El local on està situada és una obra racionalista protegida com a Bé Cultural d'Interès Local.

## Editorial
L'Editorial de Música Boileau és l'editorial musical en actiu de més antiguitat de l'Estat espanyol, especialitzada en material didàctic. El seu fundador, Alessio Boileau, la inaugurà a Barcelona a partir del seu taller de gravat i estampació. Segons la mateixa editorial, es va crear el 1913. Tot i que d'altres fonts afirmen que estrictament fou el 1928, de fet es troben exemplars amb la signatura Boileau anteriors a aquesta data.
D'origen italofrancès, Alessio Boileau es va establir a Barcelona el 1904, després d'aprendre l'ofici d'estampador musical a la Casa Ricordi de Milà i l'editoria Marcello Capra de Torí. Primer va treballar per a Vidal Llimona i Boceta, fins que va fundar, amb altres socis, la firma Iberia Musical. Després es va responsabilitzar de tot el fons d'Iberia musical i, absorbint els fons d'altres petites editorials, va fundar l'Editorial Boileau al carrer Provença. A partir del 1939, en un local dissenyat per arquitectes de la GATCPAC, es va obrir la botiga al costat del taller i una sala de concerts. Són fonamentals les seves tres col·leccions històriques: "Edicions Iberia", col·lecció de clàssics universals; "Lauda Sión", de música religiosa, i "Ars Chorum", de cançons populars.

## Local
L'establiment, dedicat a l'edició i venda de partitures musicals, conserva intacta la decoració original. Es tracta d'un disseny que segueix els principis de l'arquitectura racionalista que propugnava el GATCPAC (Grup d'Arquitectes i Tècnics Catalans per al Progrés de l'Arquitectura Contemporània), amb un mobiliari minimalista i funcional de línies simples i combinació de materials com el metall cromat, el vidre i la fusta.
L'obertura a l'exterior està dividida en dos espais separats per una columna de pedra. A l'espai esquerra se situa un gran aparador cúbic de línies pures que també dona a l'espai que es crea a la dreta per la disposició reculada de la porta d'entrada. Aquest espai d'entrada està pavimentat amb rajola hidràulica ocre amb una línia negra que dibuixa un quadrat. A la dreta s'obre un altre aparador encastat que segueix el mateix disseny que l'anterior.
Una porta de fulles batents dona accés a l'interior amb mobles funcionals de formes simples i línies senzilles. Destaquen les calaixeres amb el pom metàl·lic en forma de corxera, símbol que es repeteix als tiradors de la porta d'entrada.
La botiga va ser inaugurada el 22 de novembre de 1939, dia de Santa Cecília, patrona de la música.